# Concílio de Verona
O Sínodo de Verona aconteceu em novembro de 1184 sob o Papa Lúcio III e Frederico Barbarossa.

## Resoluções
Os temas discutidos incluíam disputas entre o Império e o Papado na Itália, preocupações proprietárias do Bispo de Gurk, planos para Cruzadas, disputas sobre a investidura do Antiarcebispo de Trier, Rodolfo de Wied, a condenação de heresias e a natureza sacramental do casamento, negando sua possibilidade de provimento por cátaros.
Ainda que Lúcio e Frederico concordassem quanto a Gurk, as Cruzadas e heresias, os outros temas simplesmente não foram resolvidos.
O evento mais significativo do sínodo foi a declaração da bula papal Ad abolendam e a condenação conjunta de arnoldistas, cátaros, Humiliati, Josephini, Patarenes, Passagini e valdenses como hereges, estes últimos sendo também considerados rebeldes, por continuar pregando apesar de proibidos de tal. O sínodo também os identificou como parte dos Humiliati de Lyon, estando na mesma categoria dos cátaros e Patarenes, anatematizando todos. Foi incluso um decreto que prescrevia complexo sistema de julgamento e punição por heresia, aprofundando o processo de formação da Inquisição.